# نادي الزمالك موسم 1954–55
نادي الزمالك موسم 1954–55 هو الموسم الرابع والأربعون له بعد تأسيسه عام 5 يناير 1911 .

## البطولات

### الدوري المصري الممتاز
ألغيت المسابقة ومتبقى فقط "5" مباريات، منها مباراتين للأهلي وأربعة للأوليمبى بعد رفض الأهلي إعادة مباراة أمام الترام، والتى أقيمت يوم «24 أبريل 1955» وانتهت بفوز الأهلي "3/2"، ورفضه نقل مباراتيه أمام القناة والأوليمبي خارج القاهرة، انسحاب الأهلي من اتحاد الكرة، ولكن اتحاد الكرة تراجع عن شطب لاعبى الأهلى الذين تمسكوا بالبقاء في الفريق رغم تجميد النشاط فيه بسبب المشاركة في دورة ألعاب البحر المتوسط ببرشلونة يونيو 1955.
توقفت المسابقة والزمالك على القمة برصيد "24" نقطة مطالبا اتحاد الكرة بتتويجه بطلا للدورى، بفارق نقطتين عن الأهلى الذي لم يلعب مباراتيه أمام القناة والأوليمبى ولكن اتحاد الكرة رفض طلب الزمالك ولم يعلن أي بطل للموسم.
أقيمت "85" مباراة من أصل "90" مباراة، والتى أقيمت على مدار"250" يوما، تصدر خلالها يوسف أبوالعلا مهاجم اتحاد السويس قائمة هدافى المسابقة برصيد "15" هدفا.

### كأس مصر

#### الدور الأول
| 13 أبريل 1955 | الزمالك                                                                    | 7–1     | طنطا |  |
|               | علاء الحامولي ؟؟' ، ؟؟' ، ؟؟' ، ؟؟' ، ؟؟' · خالد سعيد قدري ؟؟' · قدورة ؟؟' | (تقرير) |      |  |

#### ربع النهائي
| 10 يونيو 1955 | اتحاد السويس | 1–3     | الزمالك                                                 |  |
|               |              | (تقرير) | خالد سعيد قدري 75' · علاء الحامولي 82' · شريف الفار 85' |  |

#### نصف النهائي
| 24 يونيو 1955 | الزمالك                                        | 4–1     | الإسماعيلي         |  |
|               | شريف الفار 47' ، 85' · علاء الحامولي 74' ، 82' | (تقرير) | صلاح أبو جريشة ؟؟' |  |

#### النهائي
| 1 يوليو 1955 | الزمالك                           | 2–1     | الإتحاد السكندري |  |
|              | علاء الحامولي 47' · عصام بهيج 75' | (تقرير) | حسن آدم 45'      |  |